# District d'Ōnuma
Le district d'Ōnuma (大沼郡, Ōnuma-gun) est un district de la préfecture de Fukushima au Japon.
Au 1er octobre 2014, sa population était de 26 392 habitants pour une superficie de 870,51 km2.

## Communes du district
- Bourgs :
  - Aizumisato
  - Kaneyama
  - Mishima
- Village :
  - Shōwa